# Thryssa whiteheadi
Thryssa whiteheadi is een straalvinnige vis uit de familie van ansjovissen (Engraulidae) en behoort derhalve tot de orde van haringachtigen (Clupeiformes). De vis kan een lengte bereiken van 15 centimeter. 

## Leefomgeving
Thryssa whiteheadi is een zoutwatervis. De vis prefereert een subtropisch klimaat en leeft hoofdzakelijk in de Indische Oceaan.

## Relatie tot de mens
In de hengelsport wordt er weinig op de vis gejaagd. 